# Douve
El Douve o l'Ouve és un riu de Normandia a França. Neix a la península de Cotentin al llogaret La Gravelle de Bas al municipi de Tollevast i desemboca al canal de la Mànega després de 78,6 km a Carentan-les-Marais, entre els antics municipis de Brucheville i Brévands. Travessa el parc natural regional dels aiguamolls de Cotentin i Bessin.